# Семидубская сельская община
Семидубская сельская община (укр. Семидубська сільська громада) — территориальная община в Дубенском районе Ровненской области Украины.
Административный центр — село Семидубы.
Население составляет 4368 человек. Площадь — 213,1 км².
В соответствии с распоряжением Кабинета Министров Украины от 12 июня 2020 года, в состав общины вошла территория Горникского, Майданского, Семидубского и Сосновского сельских советов Дубенского района.

## Населённые пункты
В состав общины входит 17 сёл:
- Семидубы
  - Долгое Поле
  - Грядки
  - Залужье
  - Иваниничи
  - Майдан
  - Тростянец
- Здолбицкий старостинский округ:
  - Горники
  - Збытин
  - Здолбица
  - Злынец
  - Клинцы
- Сосновский старостинский округ:
  - Бондари
  - Клипец
  - Нагоряны
  - Сосновка
  - Ясеновка